# 32270 Інокучіхіроо
32270 Інокучіхіроо (32270 Inokuchihiroo) — астероїд головного поясу, відкритий 4 серпня 2000 року.
Тіссеранів параметр щодо Юпітера — 3,311.